# Борггольцгаузен
Борггольцгаузен (нім. Borgholzhausen) — місто в Німеччині, знаходиться в землі Північний Рейн-Вестфалія. Підпорядковується адміністративному округу Детмольд. Входить до складу району Гютерсло.
Площа — 55,84 км2. Населення становить 8964 ос. (станом на 31 грудня 2020).